# Gesneriinae
Gesneriinae Oerst., 1858 è una sottotribù di piante angiosperme appartenenti alla famiglia Gesneriaceae (sottofamiglia Gesnerioideae, tribù Gesnerieae).

## Etimologia
Il nome della sottotribù deriva dal nome del suo genere più importante (Gesneria L., 1753), il cui nome a sua volta è stato dato da Charles Plumier (Marsiglia, 20 aprile 1646 – Cadice, 20 novembre 1704), botanico francese appartenente all'ordine dei frati minimi, in ricordo di Conrad Gessner  (Zurigo, 26 marzo 1516 – Zurigo, 13 dicembre 1565), naturalista, teologo e bibliografo svizzero, famoso soprattutto per essere stato il primo botanico che abbia formulato il concetto basale di "genere" per la tassonomia botanica.

## Descrizione

### Portamento
Le specie di questa sottotribù hanno un portamento erbaceo, arbustivo, o raramente arboreo (piccoli alberi fino a 10 metri) con piantine a cotiledoni uguali. Queste specie non hanno organi sotterranei di riserva.

### Foglie
Le foglie lungo il caule sono disposte in modo alternato, raramente in modo opposto, spesso la loro consistenza è coriacea. Le cellule dell'epidermide abassiale hanno pareti laterali diritte o sinuose e stomi raccolti a gruppi o dispersi irregolarmente. I piccioli sono vascolarizzati con forme ad anello o quasi.

### Infiorescenze
Le infiorescenze sono cimose con fiori (pochi o molti) peduncolati ed eventualmente sottesi da bratteole.

### Fiori
I fiori sono ermafroditi, zigomorfi e tetraciclici (ossia formati da 4 verticilli: calice– corolla – androceo – gineceo) e più o meno pentameri (ogni verticillo ha 5 elementi).
- Formula fiorale:

* K (5), [C (2 + 3), A (2 + 2 + 1)], G (2), supero/infero, capsula/bacca.
- Il calice, gamosepalo (i sepali sono connati alla base), è composto da 5 denti.

- La corolla, gamopetala, è composta da 5 petali connati con forme allungate urceolate (rigonfie) o tubulari. L'apice può essere bilabiato, mentre la base spesso è dilatata o gibbosa.

- L'androceo è formato da 4 stami didinami e adnati alla base della corolla (sotto il labbro superiore). Le antere sono coerenti o libere. Il nettario ha delle forme ad anello, talvolta è distintamente lobato. In genere gli stami sono inclusi nella corolla (non sporgenti).

- Il gineceo ha un ovario infero (o semi-infero), bicarpellare e uniloculare (raramente è biloculare) con forme ovoidi. Lo stilo è unico con stigma bifido.

### Frutti
I frutti sono delle capsule secche con deiscenza loculicida, oppure loculicida più setticida. I semi sono numerosi.

## Biologia
Le specie di questo raggruppamento si riproducono per limpollinazione tramite insetti (impollinazione entomogama).
La dispersione dei semi avviene inizialmente a causa del vento (dispersione anemocora); una volta caduti a terra sono dispersi soprattutto da insetti tipo formiche (mirmecoria).

## Distribuzione e habitat
Le specie di questa sottotribù sono distribuite quasi del tutto nell'areale caraibico con habitat tropicali o subtropicali.

## Tassonomia
La famiglia Gesneriaceae comprende 152 generi con circa 3500 specie, distribuite soprattutto nell'area tropicale e subtropicale tra il Vecchio e Nuovo Mondo La famiglia è suddivisa in tre sottofamiglie. La sottotribù Gesneriinae appartiene alla sottofamiglia Gesnerioideae, tribù Gesnerieae.

### Generi
La sottotribù, così come è descritta attualmente, è formata da 4 generi e oltre 80 specie:
| Genere                        | Nr. specie                                    | Distribuzione     | Caratteri principali |
| ----------------------------- | --------------------------------------------- | ----------------- | --- |
| Bellonia L., 1753             | Due specie                                    | Cuba e Hispaniola | |
| Gesneria L., 1753             | Circa 60 specie                               | Caraibi           | Il portamento è erbaceo, arbustivo o arboreo; le foglie sono disposte in modo alternato (raramente sono opposte), spesso sono raccolte alla fine dei rami, la consistenza varia da membranosa a coriacea; le infiorescenze sono cimose con pochi fiori o ridotte ad un solo fiore; i sepali del calice sono debolmente connati alla base; la forma della corolla, tubolare, rigonfia o campanulata-imbutiforme, è colorara di bianco, rosso-verde, arancio, giallo o marrone, con apice regolare o bilabiato e lobi patenti o riflessi; i filamenti sono inseriti alla base della corolla; le antere sono coerenti a 2 a 2; il nettario è a forma di anello o di lobi; l'ovario è infero; lo stigma è clavato, o capitato o bilabiato; le capsule sono secche e deiscenti per 2 o 4 valve. |
| Pheidonocarpa L.E. Skog, 1976 | Una specie: Pheidonocarpa corymbosa L.E. Skog | Cuba e Giamaica   | Il portamento è quello di specie perenni suffruticose con cauli legnosi eretti o decombenti; le foglie sono disposte in modo opposto con brevi piccioli, lamine rigide e scabre; le infiorescenze sono formate da molti fiori in strutture a dicasio e con peduncoli più lunghi delle foglie; i sepali del calice sono corti e connati; la corolla è zigomorfa, pelosa con un tubo rigonfio e apice bilabiato; gli stami sono 4 adanati alla base della corolla; le antere sono coerenti o libere e sporgenti; l'ovario è semi-infero; il nettario è anulare con 5 lobi; i frutti sono delle capsule secche con apici rostrati e ricurvi, superficie pelosa e bivalvati. |
| Rhytidophyllum Mart., 1829    | Circa 20 specie                               | Caraibi           | Il portamento è arbustivo o arboreo; le foglie sono disposte in modo alternato per lo più in ciuffi alla fine dei rami, sono picciolate o subsessili, talvolta con stipole di tipo auricolato poste alle loro basi, le lamine sono lanceolate; le infiorescenze sono cimose, ascellari con pochi o molti fiori lungamente peduncolati; i fiori con corti tubi campanulati e obliqui, sono colorati da giallo a verdastro o brunastro (raramente rosso), la bocca è ampia con labbra patenti; gli stami sono inseriti 6 mm sopra la base della corolla; l'ovario è infero; i frutti sono delle capsule secche con forme da globose a ovoidi, e sono deiscenti per 2 valve. |

### Chiave per i generi della tribù
Per meglio comprendere ed individuare i vari generi della tribù l'elenco seguente utilizza il sistema delle chiavi analitiche dicotomiche (vengono cioè indicate solamente quelle caratteristiche utili a distingue un genere dall'altro).
- Gruppo 1A: le foglie sono disposte in modo opposto; la base del picciolo è unito al caule; le capsule hanno un rostro curvo e lungo come il tubo del fiore;

- Pheidonocarpa.

- Gruppo 1B: le foglie sono disposte in modo alterno (raramente sono opposte); le capsule non sono rostrate;

- Gruppo 2A: le foglie sono glabre, scabre o pelose, lisce, raramente sono ricoperte di vesciche e bolle; i filamenti sono inseriti alla base del tubo della corolla; le capsule hanno delle coste, oppure delle verruche oppure sono glabre, ma mai villose;

- Gesneria.

- Gruppo 2B: le foglie sono areolate, tomentoso-irsute, se sono glabrescenti allora la corolla è tubolare e rossa; i filamenti sono inseriti ad una certa distanza dalla base della corolla;  le capsule sono prive di coste e normalmente sono villose;

- Rhytidophyllum.

### Filogenesi
I dati molecolari suggeriscono che questa sottotribù è "gruppo fratello" della sottotribù Gloxiniinae e fortemente monofiletica, mentre le relazioni interne tra i  generi non sono ancora chiarite del tutto. La sottotribù per il momento risulta divisa in tre gruppi (o cladi moderatamente sostenuti):
- clade 1: corrisponde alla sezione Physcopyllon L.E. Skog (genere Gesneria) le cui specie si distinguono per il portamento quasi acaule, con infiorescenze più corte delle foglie e corolle di solito rosse o rossastre;
- clade 2: corrisponde alle sezioni Pentarhaphia (Lindl.) Fritsch e  Dittanthera (G. Don) L.E. Skog (entrambe appartenenti al genere Gesneria) con specie erette, arbustive e resinose;
- clade 3: quest'ultimo gruppo è più problematico dal punto di vista morfologico in quanto comprende la specie Gesneria citrina, pianta pendente con piccole foglie e fiori con corolle tubolari gialle, e le specie del genere Rhytidophyllum tipicamente arbustive con grandi foglie, a volte ricoperte di vesciche e bolle, e fiori con corolle campanulate.

### Alcune specie

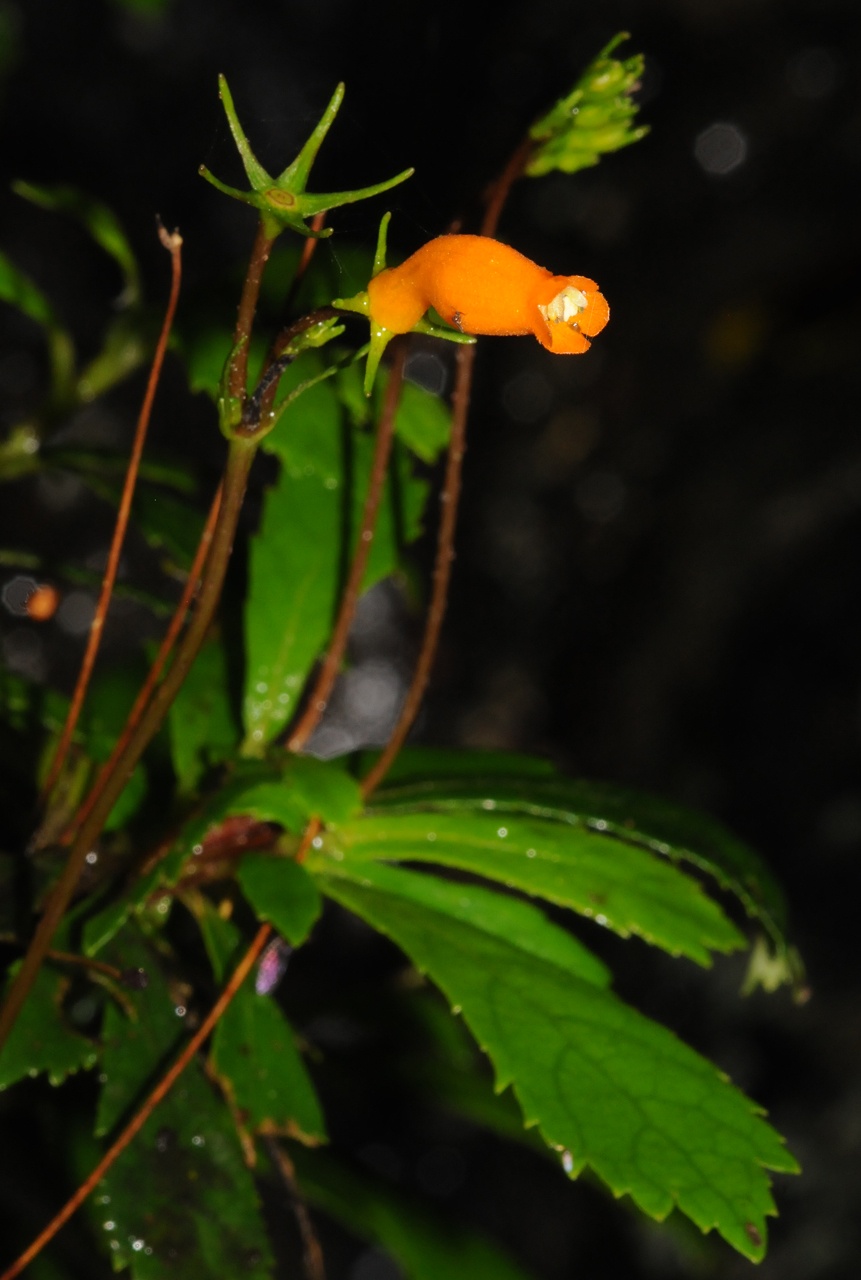
Gesneria pauciflora
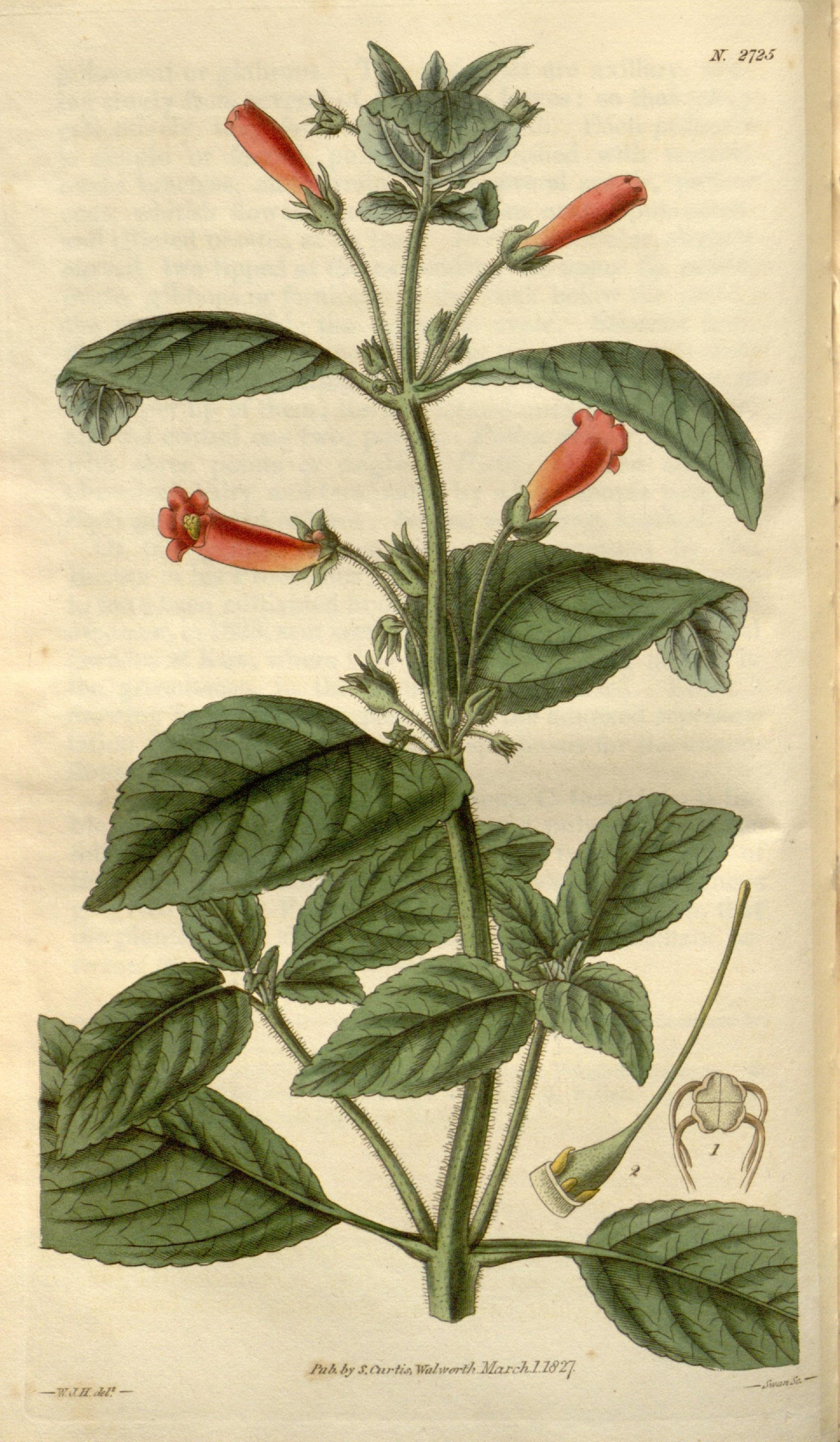
Gesneria aggregata
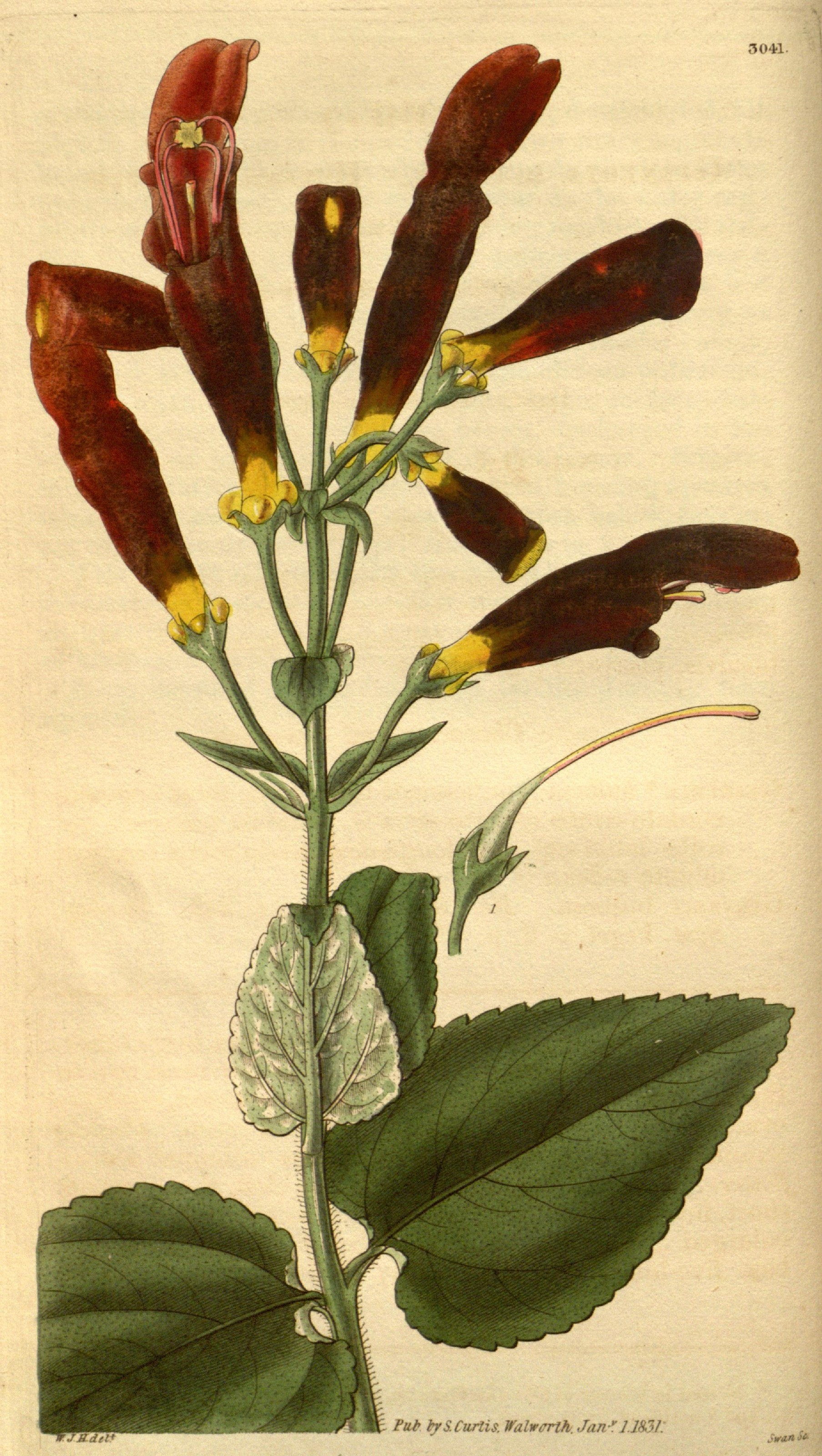
Gesneria bulbosa
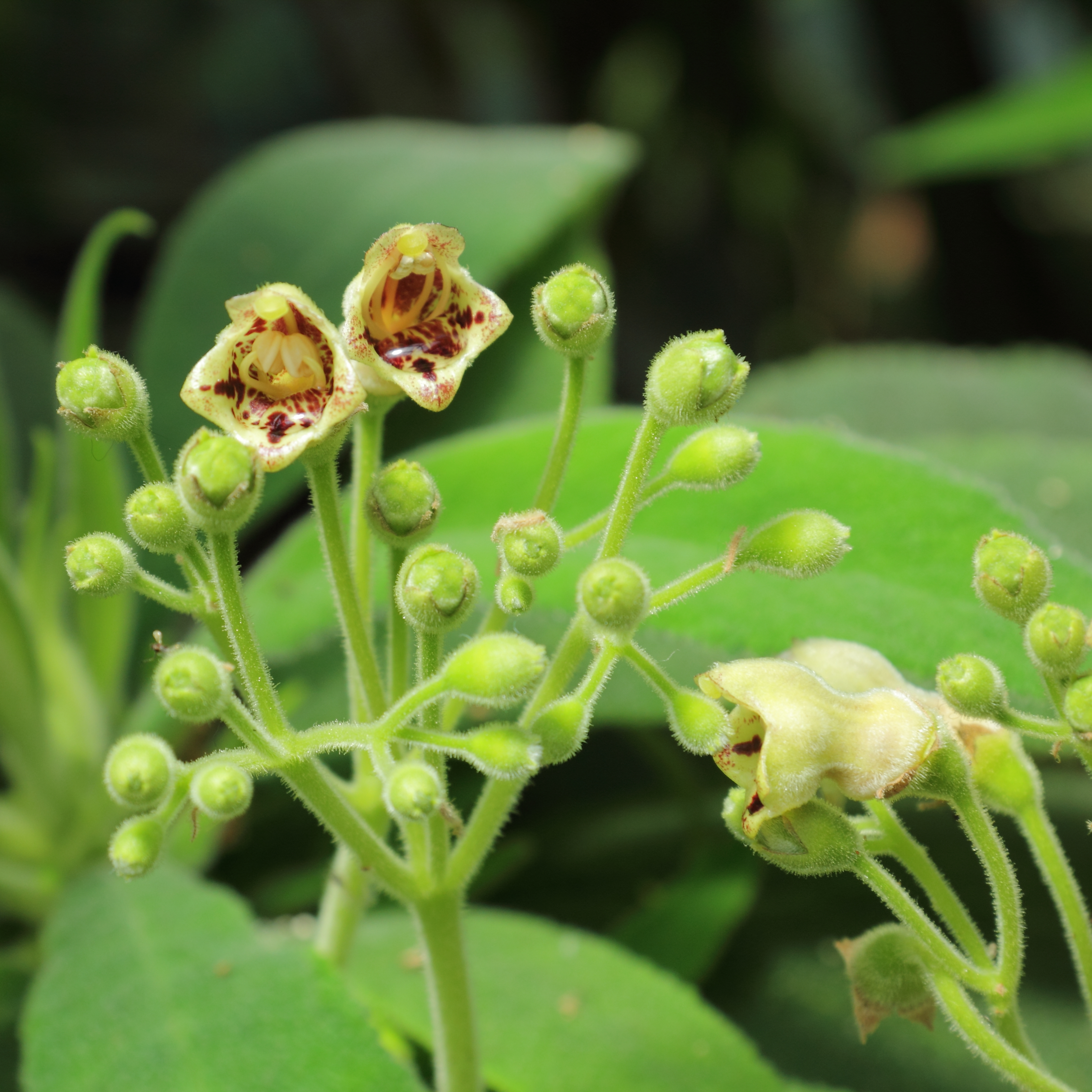
Rhytidophyllum exsertum
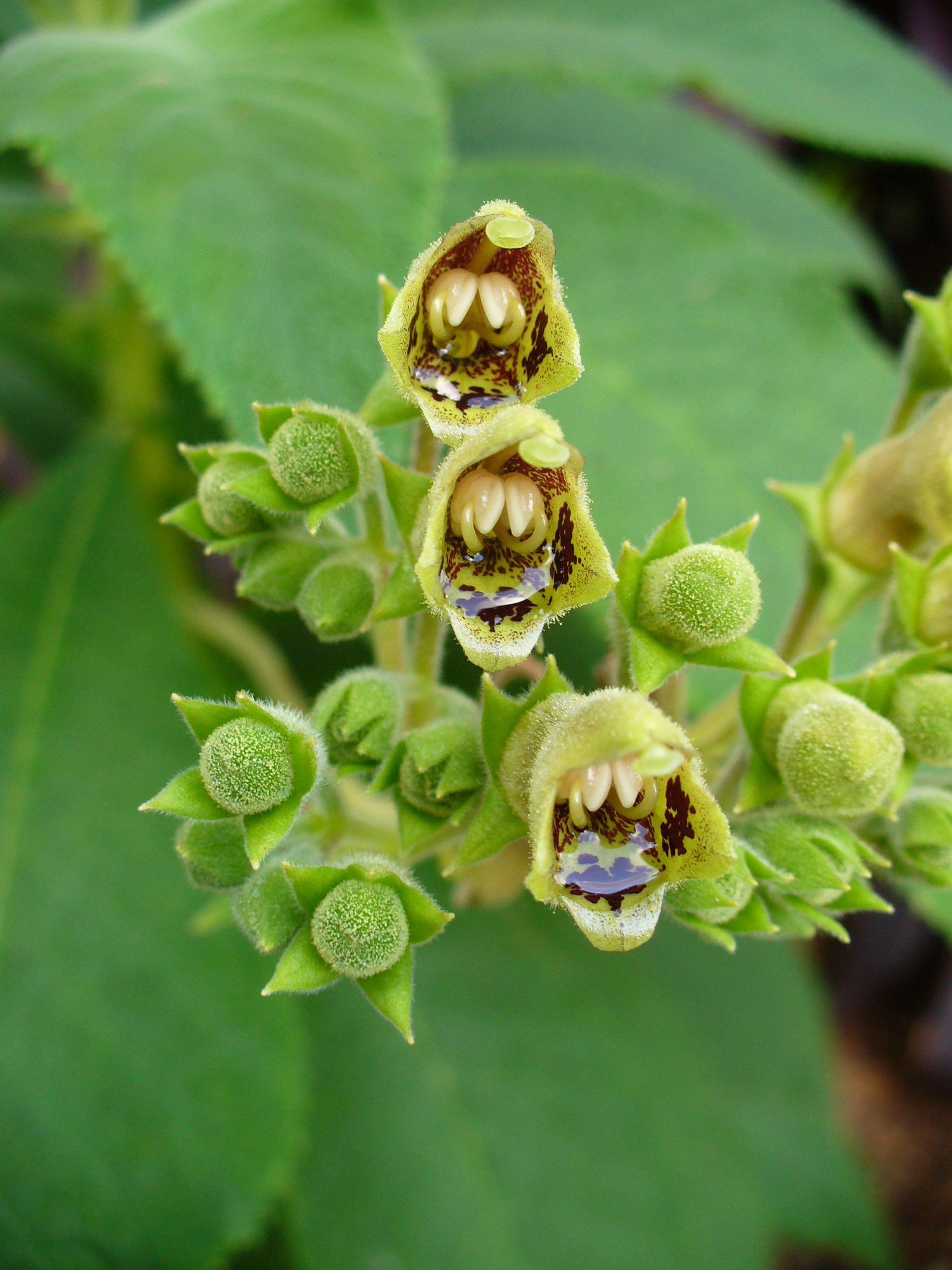
Rhytidophyllum tomentosum